# Kościół św. Bartłomieja w Gliwicach (stary)

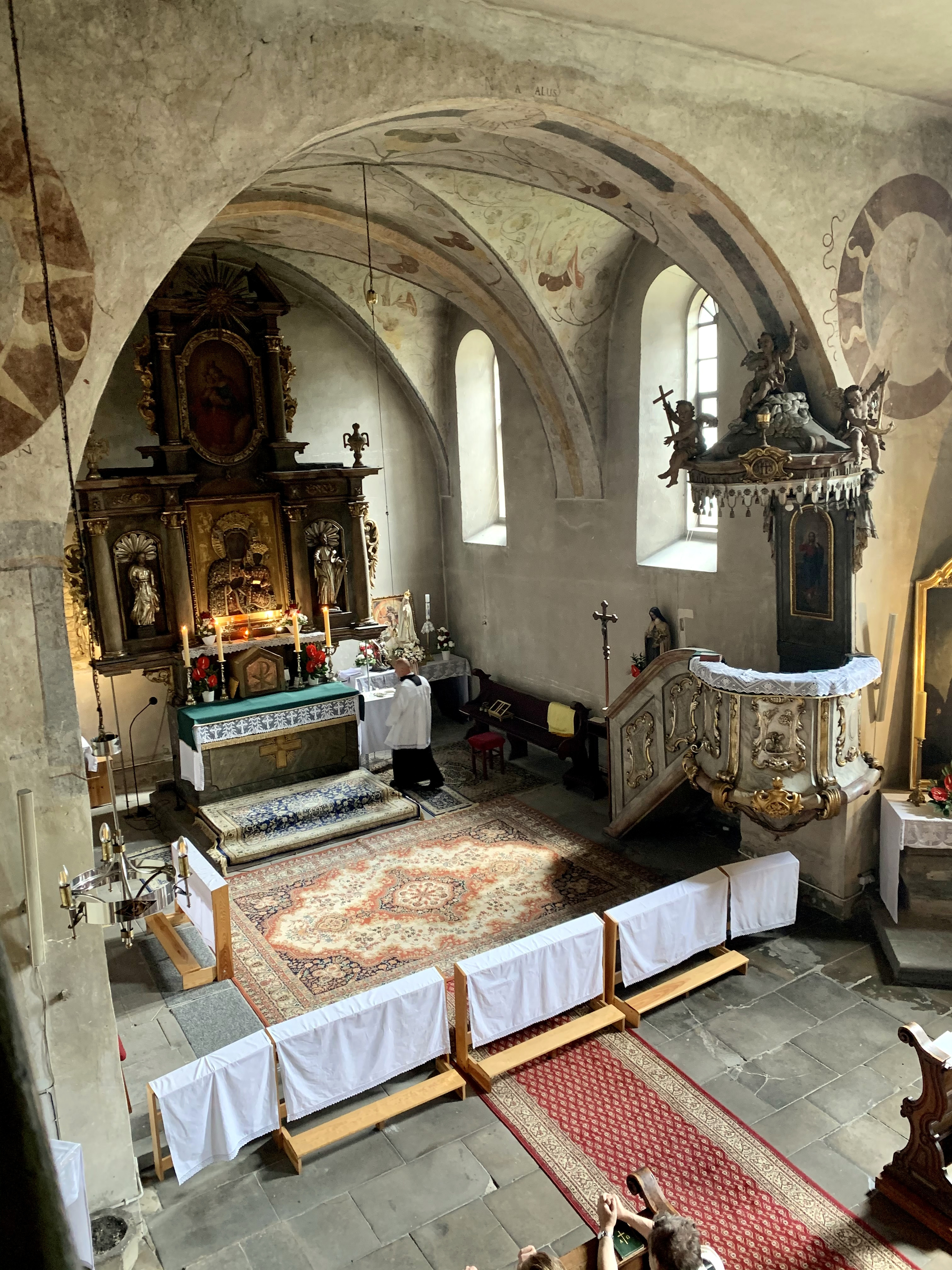
Wnętrze kościoła

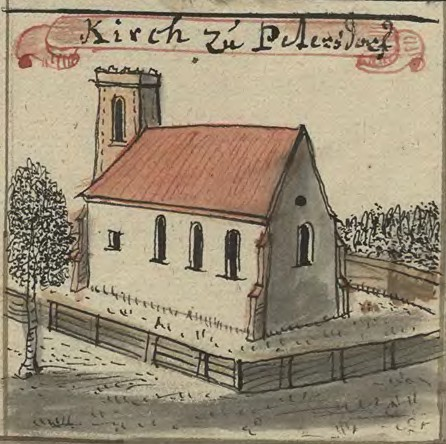
Kościół św. Bartłomieja w I połowie XVIII wieku – Rysunek Wernhera

Kościół św. Bartłomieja w Gliwicach tzw. stary – gotycki kościół w Gliwicach w dzielnicy Szobiszowice. Jest kościołem filialnym parafii św. Bartłomieja w Gliwicach.
Kościół został wpisany do rejestru zabytków pod numerem 474/56 decyzją z dnia 2 listopada 1956 roku, przepisany pod numer 325/60, a następnie 177/06.

## Historia
Pierwsza wzmianka o Szobiszowicach (Petersdorf) pochodzi z 1276 roku; była to wówczas odrębna wieś rycerska. Pod koniec XIII wieku istniała już parafia, którą uznaje się za jedną z najstarszych na Górnym Śląsku. Informacja o parafii pojawia się w dokumencie z 17 września 1297 roku, sporządzonym przez pierwszego jej proboszcza.
Dokładna data budowy starego kościoła nie jest znana. Istnieją niepotwierdzone hipotezy mówiące o zbudowaniu kościoła przez Zakon Ubogich Rycerzy Chrystusa i Świątyni Salomona (Templariuszy), co miało mieć miejsce w 1232 roku.
Kościół pierwotnie był prawdopodobnie wzniesiony z drewna. Przypuszcza się, że obecny, kamienny, powstał po przebudowie wcześniejszego, która miała miejsce w XV wieku. Badania archeologiczne prowadzone w 1973 roku wskazują, że prezbiterium kościoła jest starsze i pochodzi z przełomu XII i XIII wieku.
W wyniku przebudowy w 1447 roku do prezbiterium została dostawiona prostokątna nawa. W 1623 roku zabudowę przedmieścia, wraz z kościołem, spalono przygotowując się w ten sposób do obrony miasta przed wojskami duńskimi gen. Ernesta Mansfelda von Wallensteina. Odbudowując po zniszczeniach kościół (po 1626 roku) do nawy dostawiono wieżę i zmieniono sklepienie prezbiterium.
25 sierpnia 1683 roku w kościele odbyły się chrzciny Bartłomieja, syna żołnierza wojsk króla Jana III Sobieskiego, które były wówczas w trakcie przemarszu przez miasto
Do 1843 roku wokół kościoła funkcjonował cmentarz.
Do 1911 roku, tj, do czasu wybudowania w pobliżu nowego, neogotyckiego kościoła, kościół pełnił rolę kościoła parafialnego.

## Architektura
Kościół w stylu gotyckim, inkastelowany, położony na niewielkim wzniesieniu i otoczony murem. Murowany z kamienia i cegły, jednonawowy, orientowany. Ściany zewnętrzne wzmocnione skarpami uskokowymi. Nawa prostokątna, przylega do niej węższe, prosto zamknięte, prezbiterium. Od strony północnej znajduje się zakrystia z emporą na piętrze. W zachodniej części nawy znajduje się chór muzyczny wsparty na drewnianych słupach.
Dachy nawy i prezbiterium dwuspadowe, kryte gontem. Wieża zwieńczona krenelażem, przykryta dachem pogrążonym. Nawa przykryta jest płaskim stropem, prezbiterium sklepieniem na gurtach. W kruchcie występuje sklepienie krzyżowe.

## Wystrój i wyposażenie
W protokołach wizytacyjnych z XVII i XVIII wieku odnotowano m.in.: ołtarz główny św. Bartłomieja, ołtarze boczne przedstawiające Najświętszą Maryję Pannę, w typie Mater Dolorosa oraz św. Mikołaja, kamienną chrzcielnicę, ambonę i organy miechowe, a także 3 dzwony w wieży i 4 w wieżyczce.
Obecne wyposażenie pochodzi głównie z XVII i XIX wieku. Ołtarz i ambona barokowe, drewniane, marmoryzowane. Ołtarz główny barokowy, z rzeźbami św. Piotra i św. Pawła oraz współczesnym obrazem Matki Boskiej Częstochowskiej. W ołtarzu bocznym obraz Matki Boskiej Różańcowej z XIX wieku.
W prezbiterium oraz na ścianie tęczowej zachowane są polichromie z XVII wieku, odkryte w latach 1971–1972. Wśród nich jest przedstawienie drzewa Jessego. W 2010 roku w kościele odkryto pozostałości gotyckich malowideł.

## Otoczenie
Teren kościelny ogrodzony kamiennym murem. Pierwotnie od strony zachodniej umieszczona w nim była trójprzęsłowa bramka zwieńczona frontonem, zlikwidowana na skutek poszerzenia ul. Toszeckiej.
Przy wejściu do kościoła stoi kamienny krzyż z 1882 roku. Przy prezbiterium znajduje się nagrobek proboszcza Roba Matterna (zm. 1895).